# گریستون
گریستون (به انگلیسی: Griston) یک روستا و محله مدنی در بریتانیا است که در Breckland District واقع شده‌است. گریستون ۵٫۶۲ کیلومتر مربع مساحت و ۱٬۵۴۰ نفر جمعیت دارد.